# Amfítoe
Amfítoe (en grec antic Ἀμφιθόη) és una de les nereides citades per Homer. Era una de les cinquanta Nereides, filla de Nereu i de Doris, una nimfa filla d'Oceà i de Tetis.
Homer diu que ella i trenta-dues nereides més van pujar des del fons de l'oceà per arribar a les platges de Troia i plorar, juntament amb Tetis la futura mort d'Aquil·les
Per Hesíode, Amfítoe o Amfiro (Ἀμφιρὼ) és una de les oceànides, una de les cinquanta filles d'Oceà i de Tetis.